# Ase
|  | «Burro» redirigeix aquí. Vegeu-ne altres significats a «burro (joc de cartes)». |

L'ase, burro o ruc (Equus asinus) és un mamífer de la família dels èquids. La paraula «ruc» també s'usa per definir el mascle de l'ase, mentre que la femella és coneguda com a somera, burra o ruca.
Dins del gènere Equus, al qual pertanyen els rucs, també s'hi troben els cavalls (Equus caballus). A més de les races domèstiques d'ases hi ha espècies silvestres també anomenades rucs com l'ase africà (Equus africanus) i l'ase silvestre asiàtic (Equus hemionus onager), l'emió (Equus hemionus) i el kiang (Equus kiang).
Els ases foren domesticats entre el 7000 i 5000 aC; aproximadament al mateix temps que els cavalls i s'estengueren a tot el món. Actualment, encara tenen un paper important en molts llocs.

## Aspecte
És més petit que un cavall i té les orelles més llargues. La mida és molt variable segons les races, l'alimentació i la gestió. L'alçada fa de 80 a 160 cm i el pes de 80 a 480 quilos. La seva esperança de vida és de 30 a 50 anys.
El seu pelatge és generalment de color gris excepte a la panxa. El musell i el contorn dels ulls són blancs, però en les races domèstiques pot ser prevalentment de color negre com en l'ase de Berry o bru com en l'ase de Poitou.
Les races amb un pelatge gris tenen també una creu negra que es dibuixa sobre la seva esquena (creu de Sant Andreu). les espècies silvestres presenten un pelatge que va del gris al bru sorra, o bru vermellós en el kiang del Tibet.
L'ase domèstic té les mateixes funcions que un cavall, però resulta més econòmic perquè en té prou amb menys aliment fins al punt que era anomenat «el cavall del poble».

## Característiques
Els ases estan adaptats a terres marginals i deserts. Els ases silvestres viuen separats uns dels altres. El seu bram és característic i els permet relacionar-se separats per llargs espais. Les orelles grosses els permet sentir sons des de molt lluny a més de refrigerar-los.

## Cria

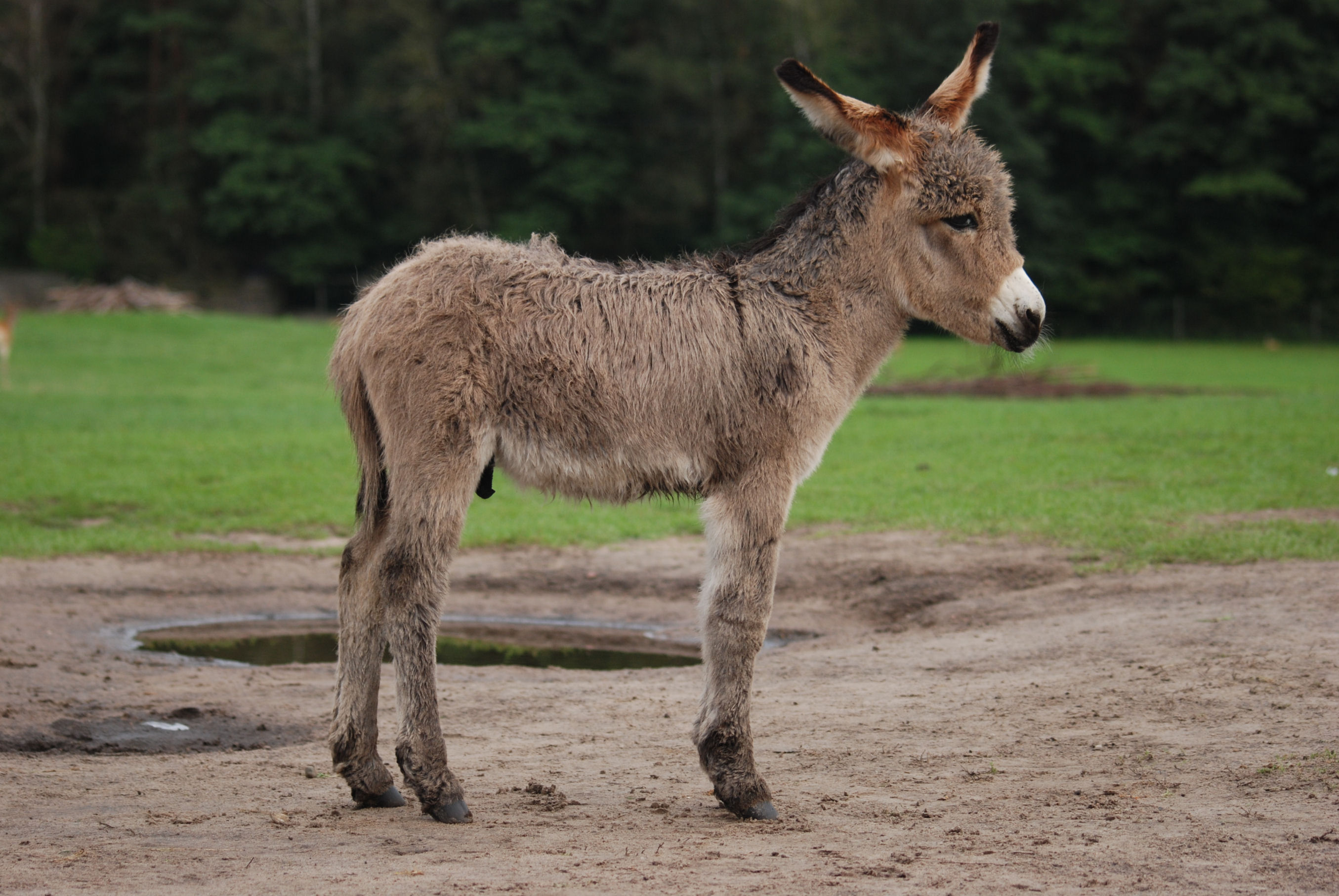
Un ase de tres setmanes

L'ase de llavor o guarà cobreix les femelles. Les someres poden caure prenyades a partir de 12 mesos d'edat, però el període de gestació pot durar fins a gairebé 14 mesos. Normalment, pareixen un sol cadell i rarament (1,7%) bessons. Un eguasser o eugasser és un ase apte per a cobrir les egües.

## Nutrició

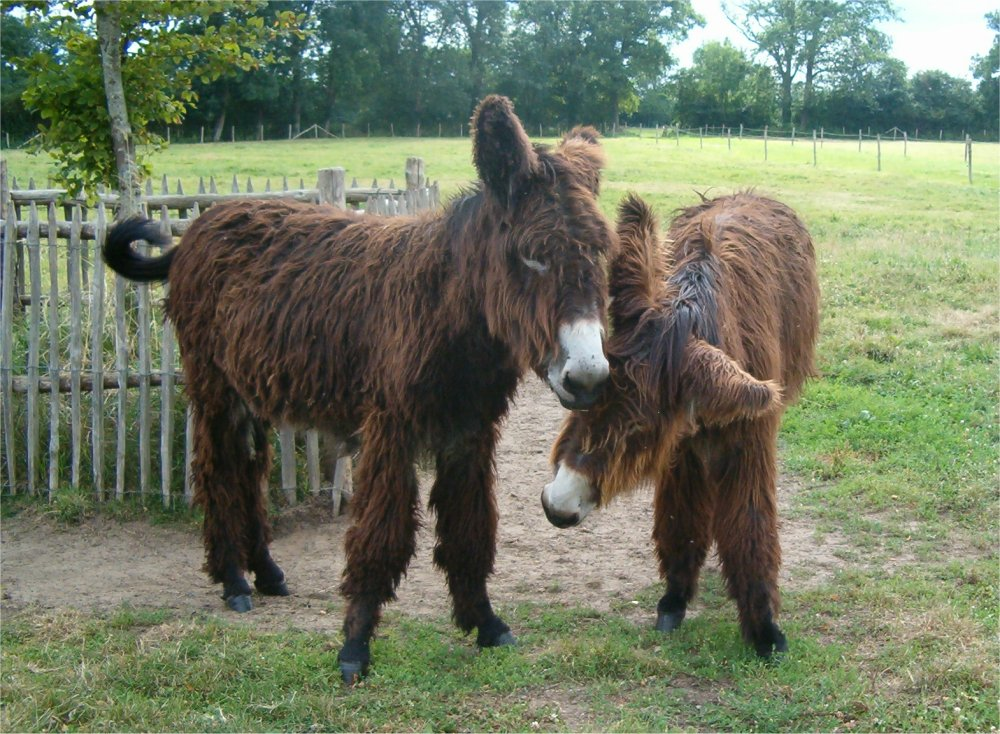
Ases de Poitou

Els ases són una mica menys propensos als còlics que els cavalls. Poden aprofitar millor la vegetació i capturar la humitat dels aliments o digerir vegetals molt poc digestibles millor que els cavalls. Com a regla els ases necessiten menys quantitat d'aliment que els cavalls pel mateix pes.

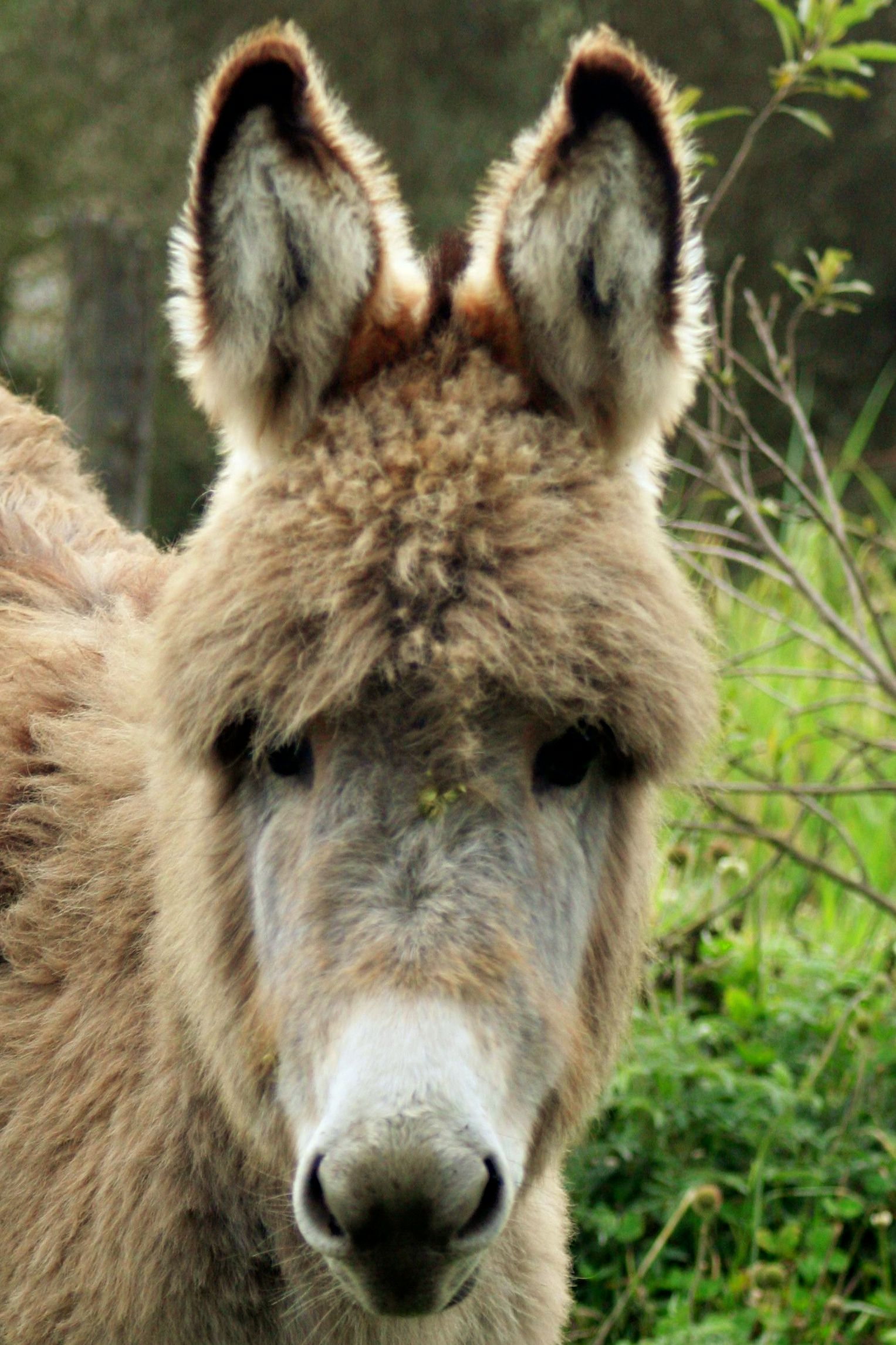
Burrito del páramo

Un ase esmerça de 14 a 16 hores al dia per alimentar-se. Si se'ls dona massa aliment poden tenir problemes d'obesitat i laminitis, hiperlipidèmia i úlcera gàstrica.

## Aspectes culturals
En els darrers anys el ruc català ha estat considerat com a símbol de Catalunya. El ruc de raça catalana és dels més grossos, pot arribar a una alçada d'1,65 metres.

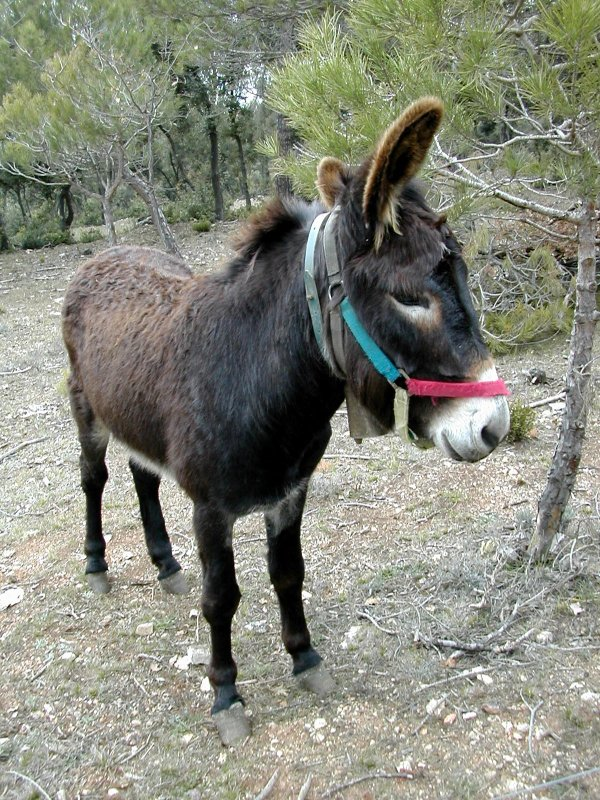
Ruc de la raça catalana

L'ase es lliga a la religió cristiana perquè Jesús feu la seva entrada triomfal a Jerusalem muntat en un ruc, tal com anunciava l'Antic Testament. Aquest caràcter sagrat contrasta amb la representació habitual a la mitologia com a muntura menor enfront del cavall, com prova el fet de ser l'animal que cavalca Silè, qui apareix sovint borratxo. L'associació de menyspreu prové probablement de la literatura clàssica, on no demostren gaire intel·ligència (d'aquí que «burro» hagi esdevingut un sinònim col·loquial de «ximple»). Un extrem és la mitologia hindú, on és l'animal que acompanya divinitats negatives o dimonis.
A la literatura espanyola, tanmateix, té un paper sovint positiu, associat a la fidelitat, com per exemple l'ase Platero que canta Juan Ramón Jiménez o l'animal que munta Sancho Panza al Quixot. Apareix igualment com a personatge fonamental a Els músics de Bremen, al conte Pell d'ase o a La rebel·lió dels animals.
L'ase és el símbol del Partit Demòcrata dels Estats Units, en oposició a l'elefant republicà. Hi ha per acabar un experiment mental que fa referència als rucs, anomenat Ase de Buridan.
Recentment, un estudi genètic ha demostrat que els famosos kunga, èquids molt valorats a la regió de Síria durant l'edat de bronze, eren el resultat d'un encreuament entre un hemió i una somera. Es tractaria del primer exemple d'hibridació artificial conegut de la història.